# Американ-Фолс
Американ-Фолс (англ. American Falls) — город и окружной центр округа Пауэр, Айдахо, США. По переписи 2010 года население составляло 4457 человек.

## История
На реке Снейк была известна достопримечательность — водопад Американ-Фолс, названный группой звероловов, прошедших через фонтан на лодке. Экспедиция Уилсона Прайс Ханта в 1811 году разбила лагерь у водопада на одну ночь, экспедиция Джона Фремонта была здесь в 1843 году. Oрегонский путь проходил к северу от города через территорию, где сейчас находится водохранилище. Первая электростанция здесь появилась в 1901 году. Американ-Фолс был первым городом в США, который был полностью перемещён — это произошло в 1925 году, для строительства дамбы Американ-Фолс. Прежняя территория города лежит на дне водохранилища, к северо-востоку от современного местоположения города. Дамба большего размера была построена в 1978 году, вниз по течению от приходящей в негодность дамбы 1927 года, которая позднее была взорвана.

## География и климат
Американ-Фолс расположен в месте с координатами 42°46′52″ с. ш. 112°51′20″ з. д. (42.781121, −112.855694), на высоте 42°46′52″ с. ш. 112°51′20″ з. д..
По информации бюро переписи населения США, площадь города составляет 4,38 км², вся площадь — земля.